# Ectactolpium flavum
Ectactolpium flavum es una especie de arácnido del orden Pseudoscorpionida de la familia Olpiidae.

## Distribución geográfica
Se encuentra Namibia.